# Kovači (Raška)
Pour les articles homonymes, voir Kovači.
Kovači (en serbe cyrillique : Ковачи) est un village de Serbie situé dans la municipalité de Raška, district de Raška. Au recensement de 2011, il comptait 213 habitants.

## Démographie
| 1948 | 1953 | 1961 | 1971 | 1981 | 1991 | 2002 | 2011 |
| ---- | ---- | ---- | ---- | ---- | ---- | ---- | ---- |
| 658  | 703  | 712  | 624  | 510  | 363  | 283  | 213  |

|  |